# Oussama Haddadi
Oussama Haddadi, né le 28 janvier 1992 à Tunis, est un footballeur international tunisien évoluant au poste d'arrière gauche au Dibba Al-Hisn Sports Club (en).

## Biographie
Haddadi figure sur la liste des 23 joueurs convoqués pour la coupe du monde 2018. L'année suivante, il dispute sa première compétition continentale lors de la coupe d'Afrique des nations 2019. Deux ans plus tard, il est à nouveau convoqué pour la coupe d'Afrique des nations 2021 au Cameroun. En décembre 2023, il est retenu dans la liste des 27 joueurs tunisiens sélectionnés par Jalel Kadri pour disputer la coupe d'Afrique des nations 2023.

## Clubs
- juillet 2009-juillet 2017 : Club africain (Tunisie)
- janvier 2017-juillet 2019 : Dijon Football Côte-d'Or (France)
- juillet 2019-juillet 2021 : Ettifaq FC (Arabie saoudite)
  - janvier 2020-juin 2021 : Kasımpaşa SK (Turquie), en prêt
- juillet 2021-avril 2022 : Yeni Malatyaspor (Turquie)
- juillet 2022-juillet 2024 : Greuther Fürth (Allemagne)
- depuis juillet 2024 : Dibba Al-Hisn Sports Club (en) (Émirats arabes unis)

## Palmarès
- Coupe nord-africaine des clubs champions (1) : 2010
- Championnat de Tunisie (1) :
  - Champion : 2015
  - Vice-champion : 2010
- Coupe de la confédération (0) :
  - Finaliste : 2011
- Coupe de Tunisie (0) : 
  - Finaliste : 2016